# Lissy Trullie

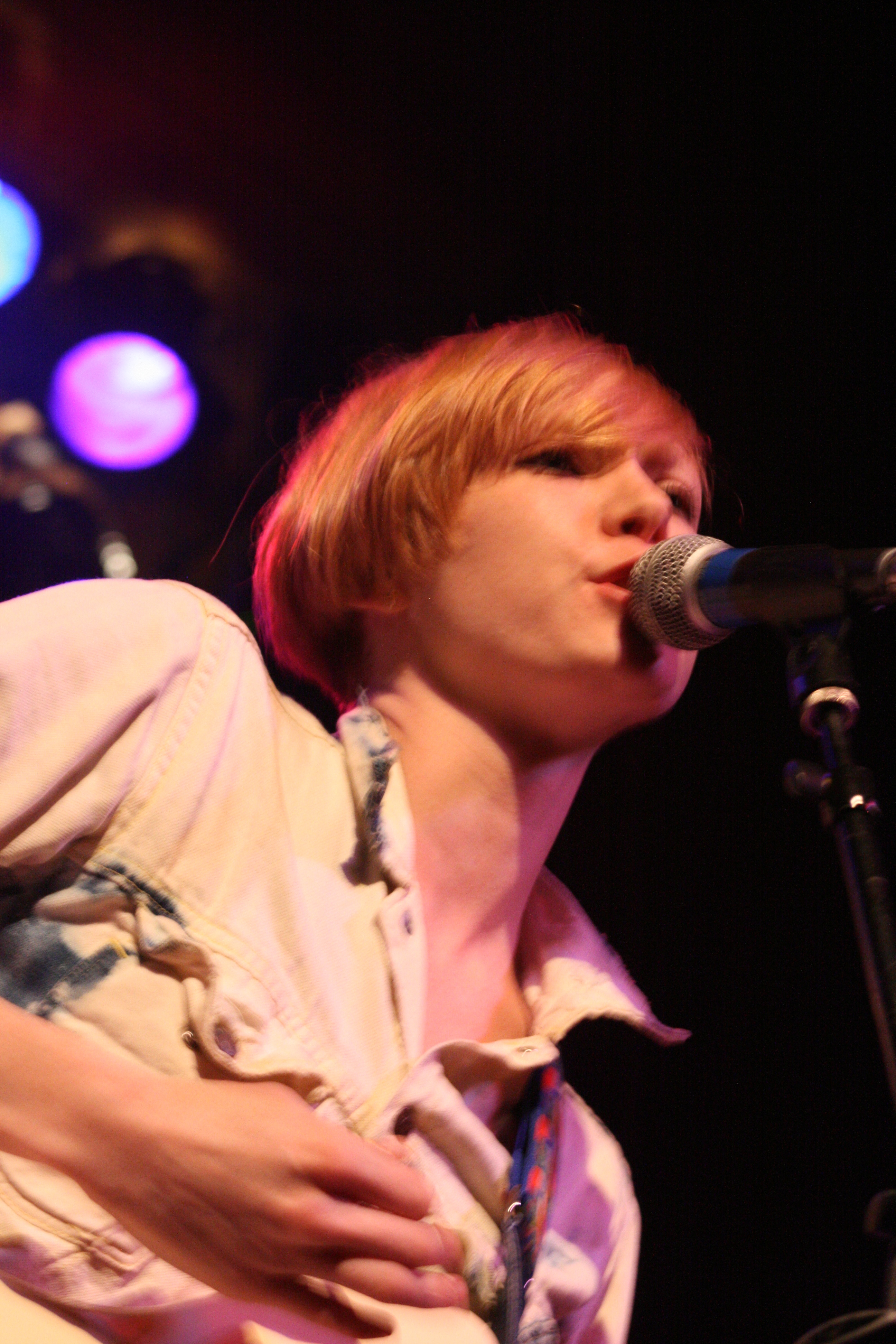

Elizabeth "Lizzy" McChesney, mer känd under artistnamnet Lissy Trullie,, född i Washington, D.C., är en amerikansk singer-songwriter och före detta modell. Hennes musik kan karaktäriseras som rock och indiepop. Hon uppträder med bandet Lissy Trullie och släppte sin debut-EP Self-Taught Learner i februari 2009.

## Karriär
Under början av 2000-talet gjorde hon modelljobb för magasin som Elle, SOMA och Jalouse, och samarbetade även med Chloë Sevigny i hennes modekollektion.
Under hösten 2009 turnerade bandet med The Cribs och Adam Green. 

## Diskografi

### EP
- Self-Taught Learner (2009), American Myth – debut EP

### Singlar
- "Boy Boy" (2009), Makemine – limited edition 7"
- "Self Taught Learner" (2009)